# دانشگاه دولتی قراغندی
دانشگاه دولتی قراغندی (به قزاقی: Karagandy State University) یک دانشگاه در قزاقستان است که در قراغندی واقع شده‌است.